# Нове Баторово
Нове Баторово (пол. Nowe Batorowo) — село в Польщі, у гміні Ельблонґ Ельблонзького повіту Вармінсько-Мазурського воєводства.
Населення — 397 осіб (2011).
У 1975-1998 роках село належало до Ельблонзького воєводства.

## Демографія
Демографічна структура станом на 31 березня 2011 року:
|          | Загалом | Допрацездатний вік | Працездатний вік | Постпрацездатний вік |
| -------- | ------- | ------------------ | ---------------- | -------------------- |
| Чоловіки | 195     | 44                 | 142              | 9                    |
| Жінки    | 202     | 51                 | 125              | 26                   |
| Разом    | 397     | 95                 | 267              | 35                   |